# Cardiovascular Toxicology
Cardiovascular Toxicology, abgekürzt Cardiovasc. Toxicol., ist eine wissenschaftliche Fachzeitschrift, die von Springer Science+Business Media veröffentlicht wird. Derzeit erscheint die Zeitschrift mit vier Ausgaben im Jahr. Es werden Arbeiten, die den negativen Einfluss von Umweltschadstoffen, Arzneistoffen und anderen Substanzen auf das kardiovaskuläre System untersuchen, veröffentlicht.
Der Impact Factor der Zeitschrift lag im Jahr 2018 bei 2,630.